# Драган Тодоровић (дипломата)
Драган Тодоровић (1960) је српски филолог, политиколог и дипломата. Тренутни је амбасадор Србије у Либији. Био је амбасадор Србије Техерану (Исламска Република Иран).

## Биографија
Године 1984. је дипломирао на Одсеку за арапски језик и књижевност Филолошког факултета у Београду. Године 2000. је положио све испите из програма Дипломатске академије Министарства иностраних послова Савезне Републике Југославије, а 2002. је положио саветнички испит у Министарству спољних послова СРЈ на тему „Организација СИН-САД и улога Либије у њој”. Године 2007. је магистрирао на Факултету политичких наука у Београду, а 2016. је на истом факултету и докторирао на тему „Сунитско-шиитски раскол и његов утицај на безбедност Блиског истока”. Ожењен је и има две ћерке. Течно говори арапски, персијски, енглески и француски језик.
Објавио је монографију под насловом „Хезболах: Божија партија”. Аутор је неколико радова у научним часописима: „Изборни систем Либана”, „Савремени тероризам - ал Каида у исламском Магребу” и „Развој исламистичког покрета у Либији”. Са арапског на српски је превео чланак под насловом „Динамичност турског кретања и статичност арапских политика” који је објављен у часопису Арапске лиге „Шун арабија”.

### Дипломатски ангажман
У Министарству иностраних послова СРЈ је засновао радни однос 1998. Од тада до 2002. је радио као први секретар за штампу, информације и културу у југословенској амбасади у Триполију, Либија. Од 2002. до 2004. је на положају шефа Одсека за арапске земље Магреба и Машрека Дирекције за Африку и Блиски исток Министарства спољних послова СРЈ/СЦГ у рангу првог саветника. Од 2004. до 2006. је први саветник за политичке послове и заменик амбасадора СЦГ у Дамаску, Сирија. Исту функцију обавља и до 2007. у српској амбасади. Од 2007. до 2009. године је шеф Одсека за сарадњу са УНМИК-ом и другим међународним организацијама на Косову и Метохији Дирекције за Организацију уједињених нација МСП-а Републике Србије. Од 2009. до 2014. је на положају првог саветника за политичке и конзуларне послове и заменика амбасадора у Триполију, Либија. На тој функцији је био и представник Републике Србије при Заједници сахелско-сахарских држава. Од 2014. до 2015. је привремени отправник послова наше амбасаде у Ријаду, Саудијска Арабија. Од 2015. до 2017. је на положају министра-саветника Одељења за Европу Министарства спољних послова Републике Србије.
Дана 24. јула 2017. године је постављен за амбасадора у Ирану.